# Montejo de la Sierra
Montejo de la Sierra – niewielka miejscowość w środkowej Hiszpanii w północnej części wspólnoty autonomicznej Madryt, 87 km od stolicy. Leży na terenach górskich w pobliżu gór Sierra de Somosierra. Florę tych okolic stanowi roślinność charakterystyczna dla obszarów górzystych składająca się głównie z łąk, lasów liściastych i iglastych. Znajduje się tu chroniony obszar rekreacyjno - przyrodniczy Hayedo de Montejo - Las Bukowy Montejo.